# Ottertail
Ottertail – miasto w Stanach Zjednoczonych, w stanie Minnesota, w hrabstwie Otter Tail.